# (1009) Сирена
(1009) Сирена (лат. Sirene, др.-греч. Σειρῆνες) — астероид, относящийся к группе астероидов пересекающих орбиту Марса. Он был открыт 31 октября 1923 года немецким астрономом Карлом Райнмутом в обсерватории Хайдельберга и назван в честь сирен (полурыб-полуженщин или, по другим источникам, крылатых дев с птичьими телом и ногами) в древнегреческой мифологии.

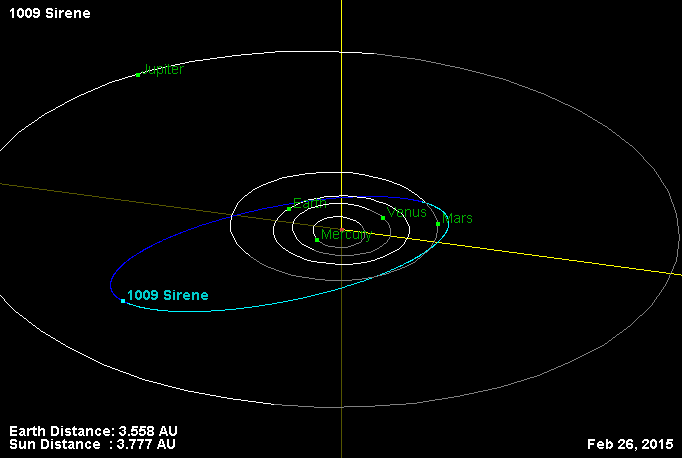
Орбита астероида Сирена и его положение в Солнечной системе

После своего открытия астероид наблюдался ещё 4 месяца, но потом был утерян. Вновь его обнаружить удалось лишь 1982 году с помощью 120 см телескопа системы Шмидта в Паломарской обсерватории.
Астероид характеризуется крайне вытянутой орбитой (0,456), что позволяет ему не только вторгаться в орбиту Марса, но и уходить далеко за пределы пояса астероидов. При этом возможны сближения с Марсом. Одно из таких произошло 8 июня 1949 года, когда астероид пролетел в 0,049 а. е. (7,3 млн км) от планеты.